# Tyranneutes
Tyranneutes là một chi chim trong họ Pipridae.